# 襄陵文庙大成殿
襄陵文庙大成殿位于中国山西省襄汾县襄陵镇襄陵粮站内，创建于金泰和九年（实为大安元年，1209年），元大德十年（1306）重建。大成殿体量巨大，面阔五间，进深十椽，宽22.6米，进深19.25米，高12.85米，占地面积435平方米，歇山顶。屋檐下长22米的额枋上排列着12朵斗拱，颇为壮观。2013年3月5日，襄陵文庙大成殿公布为第七批全国重点文物保护单位。